# Nicolas Feuillet
 (novembre 2008).
Pour les articles homonymes, voir Feuillet.
Nicolas Feuillet, est un théologien français, chanoine de Saint-Cloud, né en 1622 et décédé à Paris, le 7 septembre 1693.

## Sa vie
D’une grande rigueur morale, il ne craignait pas de faire des remontrances aux Grands et aux gens de Cour et de leur reprocher leurs actions répréhensibles.

Ce qui fit dire à Boileau : « Et laissez à Feuillet réformer l’univers ». (Satire IX)
Prédicateur, ses oraisons qui avaient plus d’onction que de nerf, n’égalent pas celles du grand Bossuet, 

## Son œuvre
Il a laissé une relation de la mort d’Henriette d’Angleterre, dont Bossuet, prononça l’éloge funèbre.
Mais il est surtout connu pour son livre posthume où il raconte les progrès et le développement de la conversion de monsieur de Chanteau, qui fut fort admiré de son temps.
La conversion de monsieur de Chanteau, le cousin même de Caumartin, conseiller d’État, à laquelle il avait si patiemment travaillé, avait fait beaucoup de bruit et faisait l’admiration de la Société. Monsieur de Chanteau qui était un homme dissipé et fort ami de ces plaisirs que l’on goûte dans la jeunesse, s’était trouvé bien malgré lui dans l’église de Saint-Nicolas-des-Champs quand Nicolas Feuillet y prononçait son prêche sur la Fausse Pénitence.
Au moment où il l’entendait, monsieur de Chanteau fut soudain pris par la grâce et se mit à verser de chaudes larmes.
Il mit alors son âme tout entière entre les mains de monsieur Feuillet qui devint son directeur et le fit entrer dans le chemin de l’humilité, de la pénitence et de la prière.
Monsieur de Chanteau mourut encore jeune, après avoir eu la chance d'avoir été purifié de ses erreurs.
Cette œuvre écrite dans cette belle langue du XVIIe siècle, fut fort répandue, comme le signale encore en 1815 l'article de la Biographie Universelle, et eut sans doute un grand succès de librairie en son temps comme en témoignent les nombreuses rééditions, et figure parmi ces chefs-d'œuvre littéraires peu connus de ce Grand Siècle, que l’on a appelé aussi le Siècle des Saints.
Ce livre, intitulé Histoire abrégée de la conversion de M. Chanteau a été publié pour la première fois en 1703 chez Guillaume Vandive imprimeur de monseigneur le Dauphin et Louis Coignart.
Une seconde édition datant de 1705 a été faite uniquement chez Guillaume Vandive. En 1706, Nicolas Simart, successeur de Guillaume Vandive en fit encore plusieurs éditions qui ne font que répéter celles de Vandive. 
Dans ce volume figurent encore d’autres œuvres de Nicolas Feuillet :
- Lettres de Feuillet.
- Harangue à la reine d’Espagne (l’épouse de Philippe V, fils de Louis XIV).
- Lettre au duc d’Orléans.

## Description des premières éditions de l'Histoire abrégée de la conversion de M. Chanteaupar Nicolas Feuillet
- 1703 - Histoire abrégée de la conversion de M. Chanteau, écrite par feu M. Feuillet,... avec Lettre de Monsieur Feuillet, … à Monsieur le duc d'Orléans sur ce qu'il avait dit que la sainte hostie était tombée dans la boue à la procession de Saint-Sauveur... Harangue de Monsieur Feuillet,... à la reine d'Espagne, à Paris, chez Louis Coignard et Guillaume Vandive, 1703
- 1705 - Histoire abrégée de la conversion de M. Chanteau, écrite par feu M. Feuillet,... Nouvelle édition... avec Sermon... de la véritable et de la fausse pénitence... Lettre... à Monsieur le duc d'Orléans... Harangue... à la reine d'Espagne, à Paris, chez Guillaume Vandive, 1705.
- 1706 Histoire abrégée de la conversion de M. Chanteau écrite par feu M. Feuillet,... Nouvelle édition... avec Sermon de la véritable et de la fausse pénitence, prêché en l'année 1661. Lettre à M. le duc d'Orléans sur ce qu'il avait dit que la sainte hostie était tombée dans la boue à la procession de Saint-Sauveur. Harangue à la reine d'Espagne, Paris, chez Nicolas Simart, 1706

## Iconographie
- Portrait de Feuillet, gravure par Edelinck.